# Saeid Aghaei
Saeid Aghaei (en persa: سعید آقایی‎; Tabriz, Azerbaiyán Oriental, 9 de febrero de 1995) es un futbolista iraní que juega en la demarcación de lateral izquierdo para el FC Nassaji Mazandaran de la Iran Pro League.

## Selección nacional
Tras jugar con la selección de fútbol sub-17 de Irán, y siete partidos con la selección de fútbol sub-20 de Irán, finalmente el 4 de junio de 2017 hizo su debut con la selección absoluta en un encuentro contra Montenegro en calidad de amistoso que finalizó con un resultado de 1-2 a favor del combinado iraní tras los goles de Stevan Jovetić por parte de Montenegro, y un doblete de Sardar Azmoun por parte del conjunto iraní. Su segundo partido, también en calidad de amistoso, lo disputó contra Togo en octubre del mismo año. Llegó a ser convocado por Carlos Queiroz para disputar algunos partidos de clasificación para el mundial de 2018, pero no llegó a jugar ningún encuentro.

## Clubes
| Club                     | País | Año       | Partidos | Goles |
| ------------------------ | ---- | --------- | -------- | ----- |
| Gostaresh Foolad FC      | Irán | 2012-2013 | 19       | 3     |
| Tractor Sazi FC (cedido) | Irán | 2013-2017 | 80       | 2     |
| Sepahan FC               | Irán | 2017-2020 | 83       | 1     |
| Persepolis FC            | Irán | 2020-2022 | 69       | 0     |
| Foolad FC                | Irán | 2022-2023 | 29       | 0     |
| Tractor Sazi SC          | Irán | 2023      | 2        | 0     |
| FC Nassaji Mazandaran    | Irán | 2023-     | 14       | 0     |

## Palmarés

### Campeonatos nacionales
| Título          | Club                | País | Año     |
| --------------- | ------------------- | ---- | ------- |
| Liga Azadegan   | Gostaresh Foolad FC | Irán | 2013    |
| Iran Pro League | Persépolis FC       | Irán | 2020-21 |